# Кјозо (Верчели)
Кјозо је насеље у Италији у округу Верчели, региону Пијемонт.
Према процени из 2011. у насељу је живело 50 становника. Насеље се налази на надморској висини од 675 м.